# Gebirgsziege
Als Gebirgsziegen werden alle an das Leben im Hochgebirge angepassten Ziegenrassen bezeichnet.

## Zum Begriff
Prinzipiell besitzen alle Ziegen sehr gute Kletterfähigkeiten, Schwindelfreiheit und hohe Trittsicherheit, da sie meist von der Bezoarziege (Capra aegagrus aegagrus) aus Klein- bis Zentralasien abstammen, einem Tier, das ähnlich anderen Wildziegen und dem nahe verwandten Steinbock im Gebirge zuhause ist. Auch die Schraubenziege (Markhor, Capra falconeri) Zentralasiens, Stammform vieler asiatischer Zuchtziegen, ist eine typische Gebirgsziege.
Bei Ziegenrassen, die auf hohe Milchleistung oder als Fleischrasse gezüchtet wurden, sind die Instinkte der Wildtiere teilweise etwas degeneriert, vor allem aber machen ihnen – wenn sie im Hochgebirge gehalten werden – die harten klimatischen Bedingungen sowie die große körperliche Beanspruchung zu schaffen.
Als Gebirgsziegen – der Begriff etabliert sich wohl in der zweiten Hälfte des 19. Jahrhunderts, als die dezidierte Rassezucht beginnt – gelten somit Rassen, die hohe Kälte- und Hitzetoleranz besitzen, robust, krankheitsresistent, körperlich belastbar und trittsicher, wie auch intelligent und sozial sind. Hoher Ertrag (in Milch, Fleisch und anderen Tierprodukten) steht gegenüber einer Überlebensfähigkeit und Pflegeleichtigkeit im Hintergrund, daher handelt es sich meist um Mehrnutzungsrassen.
Diese Gebirgsrassen werden typischerweise im Rahmen einer Wanderweidewirtschaftsform (wie Alpung oder Transhumanz) sommers oder ganzjährig in Freien gehalten und steigen auch nach eigenem Ermessen bis in hochalpinste Lagen, wenn sie dort Futtergründe finden, und müssen selbstständig für ihre Sicherheit sorgen. Daher ist bei Gebirgsziegen eine stabile Herdenstruktur mit erfahrenen Leittieren Basis der Viehzucht, sie werden also auch meist bis in höheres Alter gehalten als Flachlandrassen.
Als lokale Zuchtformen sind auch die Gebirgsziegenrassen heute selten geworden und viele vom Erlöschen bedroht, und werden in Schutzprogrammen alter Zuchtrassen wieder gepflegt.

## Gebirgsziegenrassen

### Gebirgsrassen des Alpenraums
- Saanenziege, Saaneziege, Blanche de Saanen: Hauptziege des Alpenraums, vielfach hochgezüchtet, lokal noch bergtauglich (ursp.  Bernerland, Schweiz)[6]
- Gemeine Gebirgsziege, Alpina comune, Chèvre Alpine: Sammelbegriff für mehrere Variäteten[7], weltweit (urspr. Schweiz/Frankreich)[8]
- Gemsfarbige Gebirgsziege, Schweizer Rehziege, Bunte Edelziege, Alpine chamoisée, Chamoisée des Alpes: verbreitet, Zuchtstandard der gemeinen Gebirgsziege in der Schweiz (ursp. Bern/Graubünden, Schweiz)[6]
- Pfauenziege, Grau-schwarze Gebirgsziege, Chèvre Paon: häufig, junger Zuchtstandard der gemeinen Gebirgsziege, weit verbreitet (ursp. wohl ganzer Alpenraum: Tessin/Graubünden, Schweiz, auch Österreich)
- Palomaziege, Grau-schwarz-weiße Gebirgsziege: sehr selten (Graubünden, Schweiz)
- Toggenburger Ziege, robuste Landziege, auch für leichteres Gebirge (St. Gallenerland, Schweiz)[6]
- Bündner Strahlenziege (Bündnerland, Schweiz)[6]
- Graue Bergziege, Capra Grigia: sehr bedroht (Tessin/Graubünden, Schweiz)
- Appenzellerziege, robuste Landziege, auch für leichteres Gebirge (Appenzell, Schweiz)[6]
- Simplonziege, Simplerziege, Capra Sempione: bedroht (Wallis, Schweiz)[9][10]
- Nera-Verzasca-Ziege, Capra Verzaschese: bedroht (Tessin, Schweiz)[6][9][11]
- Walliser Schwarzhalsziege, Vallesana-, Sattel-, Vispertalerziege, Gletschergeiß, Halsene, Chèvre à col noir du Valais: bedroht (Wallis, Schweiz/Piemont, Italien)[6][9]
- Kupferhalsziege: Merkmalsvariante der Walliser Schwarzhalsigen, sehr gefährdet (Wallis, Schweiz)
- Stiefelgeiss, Sardonaziege: Mehrnutzungsrasse, gefährdet (Sarganserland, Schweiz)
- Tauernschecke: Mehrnutzungsrasse, gefährdet (Salzburgerland/Tirol, Österreich)
- Pinzgauer Ziege: Dreinutzungsrasse (Salzburgerland/Tirol, Österreich)[12]
- Pinzgauer Strahlenziege: Dreinutzungsrasse, selten (Salzburgerland/Tirol)[13]
- Blobe Ziege: sehr selten (Tirol/Südtirol)[14]
- Passeirer Gebirgsziege, Passeirer Bergziege: Fleischziege, bedroht (Südtirol)[9]
- Valdostana-Ziege, Capra Valdostana: bedroht (Aostatal, Italien)[9][15]
- Roccaverano-Ziege, Capra Roccaverano: bedroht (Piemont, Italien)[9][16]
- Bionda dell’Adamello: bedroht (Südtirol/Trient, Italien)[9][17]
- Friesische Veltlinerziege, Frisa Valtellinese, Frontalasca: bedroht (Veltlin, Italien)[18][9]
- Orobica di Val Gerla: bedroht (Lombardei, Italien)[9]
- Lariana-Ziege, Capra Lariana: bedroht (Lombardei, Italien)[9]
- Mochena-Ziege, Capra Mochena: bedroht (Trient, Italien)[9]
- Istrische Ziege, Capra Istriana: bedroht (Friaul, Italien)[9][19]
- Provence-Ziege, Chèvre Provençale: die klassische Ziege der Transhumanz; selten geworden, aber gesichert (Provence, Frankreich)[20]

### Weitere europäische Gebirgsziegen
- Schwarzwaldziege: Schlag der Bunten Deutschen Edelziege, gute Kletter- und Gebirgsziege (Schwarzwald, Deutschland)[21]
- Erzgebirgsziege: Schlag der Bunten Deutschen Edelziege, selten (Erzgebirge, Deutschland/Tschechien)
- Chèvre du Massif Central: junger Zuchtstandard, robuste Mittelgebirgsziege, selten (Zentralmassiv, Frankreich)[22]
- Pyrenäen-Ziege, Chèvre Pyrénéenne: war beinahe ausgestorben (Pyrenäen, Frankreich/Spanien)[23]
- Korsika-Ziege, Chèvre Corse, Capra Corsa: typische hitzetolerante Mittelmeer-Bergziege, noch häufig (Korsika, Frankreich)[24]
- Sardinien-Ziege, Capra Sarda: langhaarige hitzetolerante Mittelmeer-Bergziege, noch häufig (Sardinien, Italien)[25]

### Außereuropäische Rassen
- Burenziege: gilt auch im Alpenraum als gebirgstauglich, hier Zuchtstandard (ursp. Südafrika).[26]